# Sân golf

Các đặc điểm sân golf:
1 = teeing ground
2 = water hazard
3 = rough
4 = out of bounds
5 = bunker
6 = water hazard
7 = fairway
8 = putting green
9 = pin
10 = lỗ

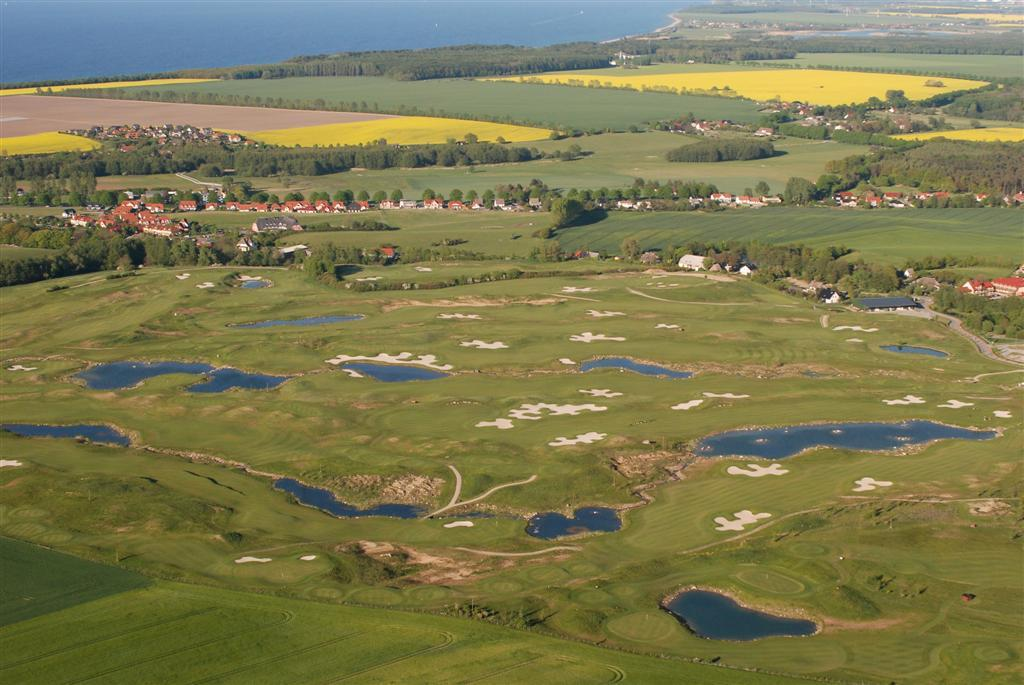
Toàn cảnh Golfplatz Wittenbeck ở Mecklenburg, Đức

Sân golf là nơi thiết kế dành cho người chơi golf. Một sân golf gồm có các lỗ, được chia thành nhiều phần với những độ khó khác nhau. Các phần cơ bản gồm tee-box; fairway và green. Tee-box là nơi thực hiện cú đánh đầu tiên, để đưa bóng tới càng gần với vùng Green càng tốt hay ít nhất là nằm trên vùng Fairway. Từ vị trí Fairway, người chơi đánh bóng hướng tới vùng Green và đẩy bóng vào lỗ. Sân golf thông thường có 18 lỗ, nhưng các sân golf 9 lỗ cũng phổ biến và có thể chơi 2 lần như một vòng của sân golf 18 lỗ. Các sân golf Scotland thời kỳ đầu chủ yếu đặt trên đất nối nhau, các cồn cát phủ đất trực tiếp trên đất liền từ các bãi biển. Sân golf 18 lỗ đầu tiên ở Hoa Kỳ nằm ở trang trại cừu thuộc Downers Grove, Illinois, năm 1892. Sân golf này vẫn tồn tại cho đến ngày nay. Sân golf cổ nhất ở Việt Nam là câu lạc bộ Golf Dalat Palace, vị trí sân golf này đã được đưa vào quy hoạch năm 1923, và được xây dựng năm 1930.

## Tại Việt Nam
Có một số người dùng những thuật ngữ Golf sau đây trong tiếng Việt:
- Đồi quả: để chỉ Green
- Đường bóng: để chỉ Fairway

Một số sân golf nổi bật tại Việt Nam: Xem thêm Danh sách sân golf tại Việt Nam